# Patrick Aurignac
Pour les articles homonymes, voir Aurignac (homonymie).
Patrick Aurignac est un acteur et réalisateur français, né le 13 janvier 1965 à Maisons-Laffitte et mort le 17 mai 1997 à Saint-Maur-des-Fossés.

## Biographie
Patrick Aurignac est le fils d'un père agent d'assurances et d'une mère barmaid, beaucoup plus jeune que son père. Sa mère part peu de temps après sa naissance et il est élevé seul par un père âgé. Intéressé par une carrière d'acteur, il joue en 1983 l'un des rôles principaux d'un moyen-métrage intitulé Le Voyage à Deauville. Mais, vers l'âge de dix-huit ans, il est arrêté pour possession de marijuana. En prison, il fait la connaissance de vrais truands : l'un d'eux le prend sous son aile. Après sa libération, il commence à fréquenter le « gang de la banlieue sud » et prend part à plusieurs de leurs braquages. Du fait de son jeune âge, il est tenu à l'écart des opérations les plus dangereuses et ne participe donc pas aux braquages sanglants. Mais, arrêté avec les autres membres du gang, il passe plusieurs années en prison avant de passer en jugement. 
Le directeur de casting Dominique Besnehard, après l'avoir remarqué dans Le Voyage à Deauville, lui avait fait faire des essais pour l'un des rôles principaux du film Hors-la-loi. Ne parvenant plus à joindre Patrick Aurignac - qui venait d'être arrêté - Besnehard confie le rôle à Clovis Cornillac. Deux ans plus tard, Besnehard retrouve Aurignac à la prison de Bois d'Arcy, où il était venu assister à une représentation théâtrale en milieu carcéral. Il lui sert ensuite de témoin de moralité à son procès. Patrick Aurignac sort de prison après plus de cinq ans de détention. Besnehard l'aide alors à reprendre le métier de comédien et le fait notamment tourner avec Claire Devers, Josée Dayan et Catherine Breillat.
On le remarque surtout en 1994 dans le rôle principal masculin du film À la folie de Diane Kurys aux côtés de Béatrice Dalle et d'Anne Parillaud. Il réalise ensuite un film autobiographique, Mémoires d'un jeune con, dans lequel il tient également le rôle du caïd de la prison. Ce film est cependant un échec commercial, ce qui le blesse beaucoup.
Patrick Aurignac peine à retrouver la stabilité personnelle après sa sortie de prison et connaît des problèmes de drogue. Alors qu'il avait écrit le scénario d'un film qu'il souhaitait réaliser, il se suicide d'un coup de révolver à son domicile le 17 mai 1997.

## Filmographie

### Acteur
- 1983 : Le Voyage à Deauville, court métrage de Jacques Duron[5]
- 1990 : Sale comme un ange de Catherine Breillat
- 1992 :
  - Max et Jérémie de Claire Devers
  - La Fille de l'air de Maroun Bagdadi
  - Mensonge de François Margolin
- 1993 : Julie Lescaut épisode 3, saison 2 : Trafics de Josée Dayan — un routier
- 1994 : À la folie de Diane Kurys

### Réalisateur et acteur
- 1996 : Mémoires d'un jeune con